# Paracaryum rugulosum
Paracaryum rugulosum là loài thực vật có hoa trong họ Mồ hôi. Loài này được (DC.) Boiss. mô tả khoa học đầu tiên năm 1849.